# Contender
Il Contender è una imbarcazione da regata, a deriva mobile e governata da un'unica persona (equipaggio singolo).

## Storia
Il progetto è di Ben Lexcen, progettista australiano che portò la Coppa America in Australia strappandola agli americani con la famosa Australia II ed il suo bulbo con le alette. Fu presentato alla selezione del CIO per sostituire il FINN, ma nonostante l'approvazione dopo la seconda revisione, alla fine il FINN rimase Classe Olimpica e il Contender proseguì la sua vita.

## Descrizione
L'armamento comprende un'unica vela (randa) ed il trapezio che consente a chi la governa di mantenere il controllo dello sbandamento. 
Tramite il trapezio infatti il timoniere può sporgersi fuori bordo per bilanciare con il suo peso la pressione del vento sulla vela ed evitare il ribaltamento dell'imbarcazione (scuffiare).
Il Contender è un'imbarcazione considerata ad "alte prestazioni" ed il timoniere deve essere allenato fisicamente e tecnicamente.  Tale abilità è richiesta soprattutto dal fatto che il Contender è una delle pochissime derive ad equipaggio singolo in cui il timoniere, svolgendo anche la funzione di prodiere, deve utilizzare il trapezio per mantenere il corretto assetto dell'imbarcazione.
La barca è lunga 4,90 metri, ha una superficie velica di 10,8 metri quadrati e pesa 83 chili.